# Oxalis perdicaria
Oxalis perdicaria là một loài thực vật có hoa trong họ Chua me đất. Loài này được (Molina) Bertero mô tả khoa học đầu tiên năm 1829.

## Hình ảnh

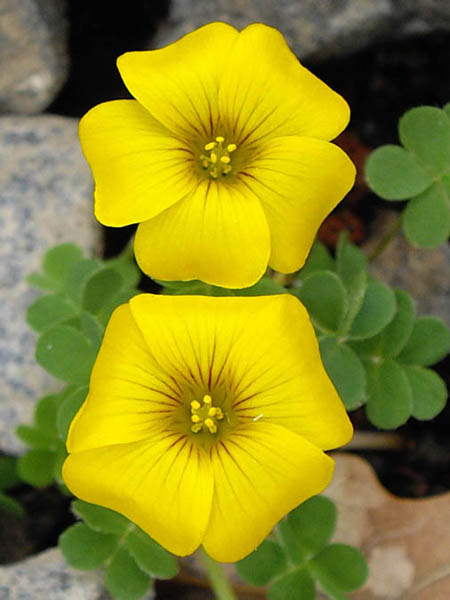
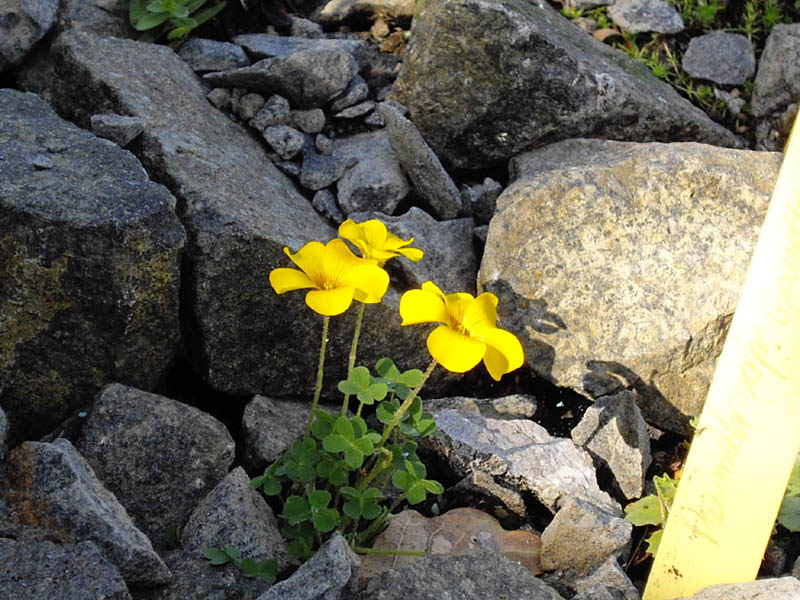
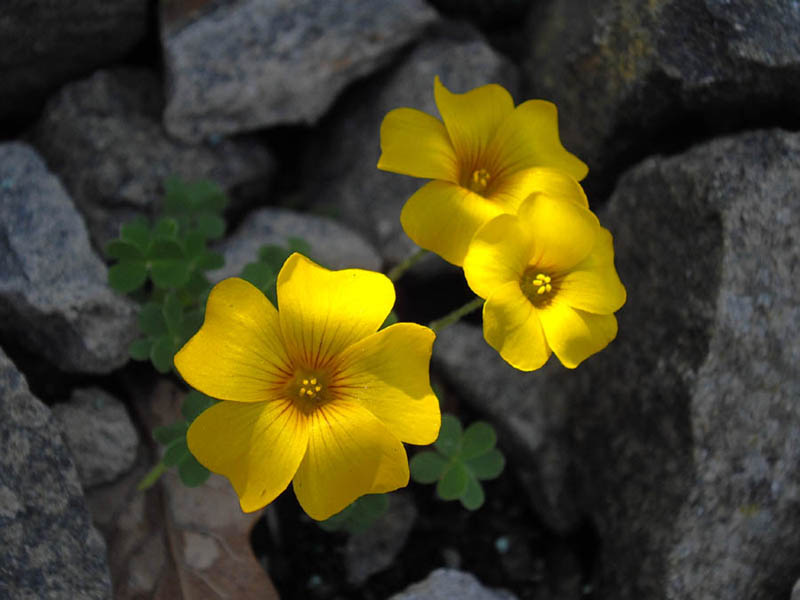
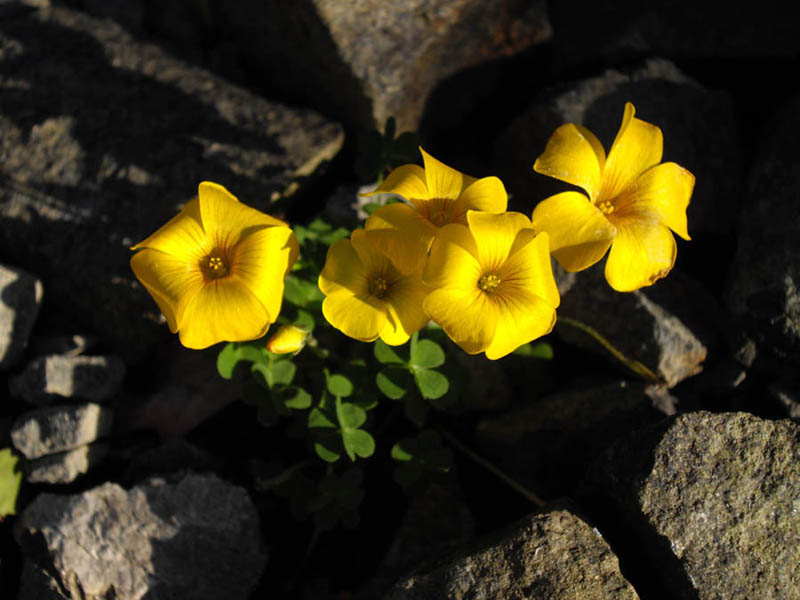